# Mercurio retrógrado (astrología)

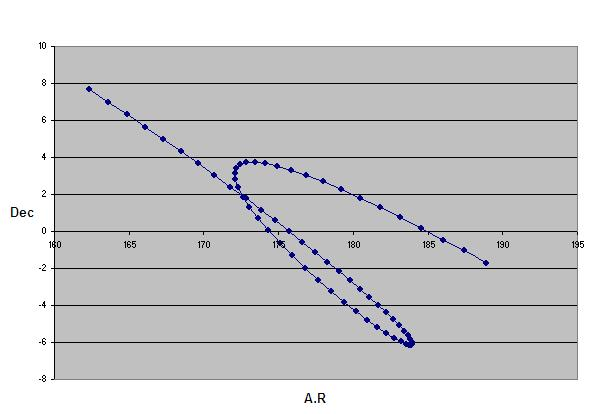
Trayectoria retrógrada aparente del planeta Mercurio entre 15 de agosto de 2009 y 15 de septiembre de 2009

Mercurio retrógrado es un fenómeno astronómico que, desde el punto de vista de la astrología, afecta supuestamente al ser humano. Dicho comportamiento ha sido refutado por la ciencia astronómica. En la antigüedad, los planetas eran interpretados como la voluntad de los dioses y su influencia directa sobre los asuntos humanos. Para los astrólogos modernos, los planetas representan las unidades básicas o impulsos de la psique humana.[cita requerida] Estas unidades expresan:
- cualidades diferentes a través de los doce signos del zodiaco, y
- diferentes esferas de la vida a través de las doce casas.

El cómo se manifiestan los planetas también depende de aspectos (o ángulos) que forman entre sí en el cielo al ser vistos desde la Tierra (véase planeta (astrología)).
Cada cierto tiempo, los planetas parecen detener su movimiento en los cielos e ir en retroceso, lo que se llama movimiento aparente retrógrado, más conocido como retrogradación de los planetas.
Este movimiento retrógrado o apariencia de retroceso es consecuencia de la diferencia entre las velocidades rotacionales de los planetas al verlos desde un punto también en movimiento.
En astrología, esta retrogradación representa un periodo en el cual los conceptos asociados al planeta se inhiben.[cita requerida]

## Simbolismo de Mercurio
El símbolo utilizado para representar a Mercurio () está conformado por un círculo con un crecente arriba y una cruz abajo.
En simbología, el círculo es utilizado para representar el infinito, la totalidad y el foco; la cruz simboliza la materia y la vida; el crecente normalmente representa el alma. Bajo este enfoque el símbolo antiguo de Mercurio es la unificación de cuerpo y alma.
El símbolo de Mercurio también es una simplificación del Caduceo, el cual representa el balance entre los opuestos (las serpientes en espiral encontrada), la transferencia del plano material al plano espiritual (la rama del árbol de la vida) y la asunción a lo divino (las alas).

## Mitología de Mercurio
Mercurio es el nombre Romano para el dios griego Hermes.
Burket en su Encyclopedia Mythica sobre Hermes dice:

Hermes fue considerado dios de las fronteras y los viajeros que las cruzan, de los pastores y las vacadas, de los oradores y el ingenio, de los literatos y poetas, del atletismo, de los pesos y medidas, de los inventos y el comercio en general, de la astucia de los ladrones y los mentirosos.

En el himno de Homero le invoca como:

El de multiforme ingenio (polytropos), de astutos pensamientos, ladrón, cuatrero de bueyes, jefe de los sueños, espía nocturno, guardián de las puertas, que muy pronto habría de hacer alarde de gloriosas hazañas ante los inmortales dioses.

Hermes, es conocido mejor en su papel de heraldo como “el mensajero de los dioses” y su cetro era un caduceo, el cual obtuvo de Apolo a cambio de la primera Lira (ancestro de la guitarra).

## Mercurio en la astrología
Astrológicamente, Mercurio representa los principios de la comunicación, la mentalidad, los patrones de pensamiento, la racionalidad y el razonamiento, la adaptabilidad y la variabilidad. Mercurio rige la enseñanza y la educación, el entorno inmediato de los vecinos, hermanos y primos, el transporte en distancias cortas, los mensajes y las formas de comunicación tales como correo, correo electrónico y teléfono, los periódicos, el periodismo y la escritura, habilidades de recopilación de información y destreza física. El poeta del siglo I Manilio describe a Mercurio como un planeta inconstante, vivaz y curioso.

## Efectos de Mercurio retrógrado según la astrología
Cuando Mercurio se encuentra retrógrado, esto representaría un período de “retroceso” en todas las cosas relacionadas con sus símbolos y mitos, sería un momento de debilitación en las comunicaciones, la lógica y la tecnología.[cita requerida]
Esta retrogradación ocurre cada 3 meses, representando la forma natural de llevar proyectos a través de trimestres, con lapsos de 3 semanas entre cada período para evaluar nuestra acción, mirando hacia atrás para poder re-planificar los siguientes meses, y así hacer un cambio de dirección si es necesario.[cita requerida]
Sería un período de detención y recambio, plantean estar muy atentos a lo que sucede, y evitar impulsividad y toma de decisiones precipitadas bajo luz roja.[cita requerida]
Mercurio retrógrado nos llevaría al pasado más próximo a través  de las repeticiones, plantean como ejemplo que es como si existieran tiempos paralelos y pudiéramos vivir al mismo tiempo experiencias diferentes, mientras las energías directas las viviesemos en tiempo presente (prestándole más atención a la forma), las retrógradas (prestándole más atención al contenido) coexisten con las mismas pero desde tiempos pasado, es decir  “como si el pasado y el futuro estuvieran siendo diagnosticados”.[cita requerida]
Plantean que Mercurio retrógrado nos recordaría que debemos terminar los asuntos que traemos entre manos antes de comenzar otros. También, en este período, nos volveríamos más intuitivos, receptivos y reflexivos, y resultaría provechoso para revisar contratos y reexaminar situaciones.[cita requerida]
La astrología considera éste un periodo natural para examinar, revisar y rehacer las cosas ya iniciadas, en preparación para el siguiente período de movimiento directo.[cita requerida]